# Nasal labiodental sorda
La Nasal labiodental sorda es un fonema consonántico que no se encuentra fonéticamente en ningún idioma. Es la versión sorda de la nasal labiodental /ɱ/ .

## Características
- Su punto de articulación es labiodental, que significa que es articulada con el labio inferior y los dientes superiores.
- Su tipo de fonación es sorda, que significa que las cuerdas vocales no vibran durante la articulación.
- Es una consonante nasal, lo que significa que el aire escapa a través de la nariz.
- Es una consonante central, que significa que es producida permitiendo al aire fluir por la mitad de la lengua, en vez de los lados.
- La iniciación es egresiva pulmónica, que significa que es articulada empujando el aire de los pulmones y a través del tracto vocal, en vez del glotis o la boca.